# Elmira Gambarova
Elmira Gambarova (14 marzo 1994) è una lottatrice azera, specializzata nella lotta libera.

## Palmarès
- Europei

Bucarest 2019: bronzo nei 59 kg.